# ویلیام گلاکنز
ویلیام جیمز گلاکنز (به انگلیسی: William James Glackens)، (زاده ۱۳ مارس ۱۸۷۰ – درگذشته ۲۲ مه ۱۹۳۸) نقاش رئالیست آمریکایی و از بنیانگذاران مکتب هنر اشکن در آمریکا بود. وی همچنین به خاطر کارش در کمک به آلبرت سی بارنز در به دست آوردن نقاشی‌های اروپایی که هسته بنیاد مشهور بارنز در فیلادلفیا را تشکیل می‌دهد، مشهور است. صحنه‌های خیابانی تیره رنگ و پر جنب و جوش و نقاشی‌های زندگی روزمره او در جنگ جهانی اول و قبل از جنگ جهانی اول از نیویورک و پاریس برای اولین بار شهرت او را به عنوان یک هنرمند بزرگ تثبیت کرد. کارهای بعدی او از لحن روشن تری برخوردار بود و تأثیر شدید رنوار را نشان می‌داد. گلاکنز در بیشتر دوران حرفه ای خود به عنوان نقاش و تصویرگر در روزنامه‌ها و مجلات در فیلادلفیا و شهر نیویورک کار می‌کرد.

## اوایل زندگی

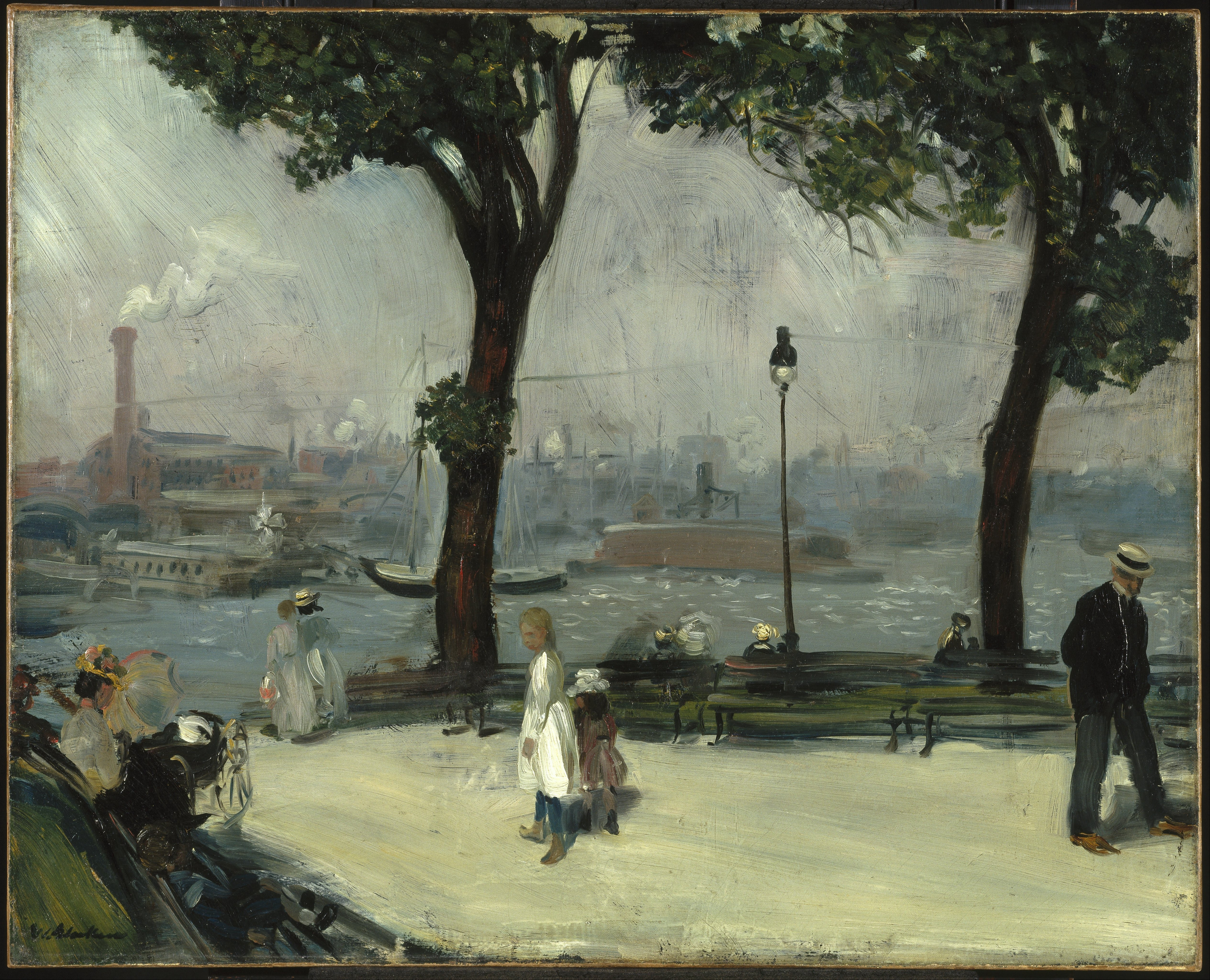
ویلیام گلاکنز. پارک رودخانه شرقی، حدود ۱۹۰۲. رنگ روغن روی بوم. موزه بروکلین

گلاکنز در فیلادلفیا، پنسیلوانیا، جایی که خانواده اش نسل‌های زیادی در آنجا زندگی کرده بودند، به دنیا آمد. ویلیام دو خواهر و برادر داشت: یک خواهر بزرگتر به نام آدا و یک برادر بزرگتر، کارتونیست و تصویرگر به نام لوئیس گلاکنز. وی در سال ۱۸۹۰ از دبیرستان معتبر مرکزی فارغ‌التحصیل شد. در طول سال‌های تحصیل، علاقه و استعداد زیادی برای طراحی و طراحی داشت.

## حرفه

### تصویرسازی روزنامه و گذار به نقاشی

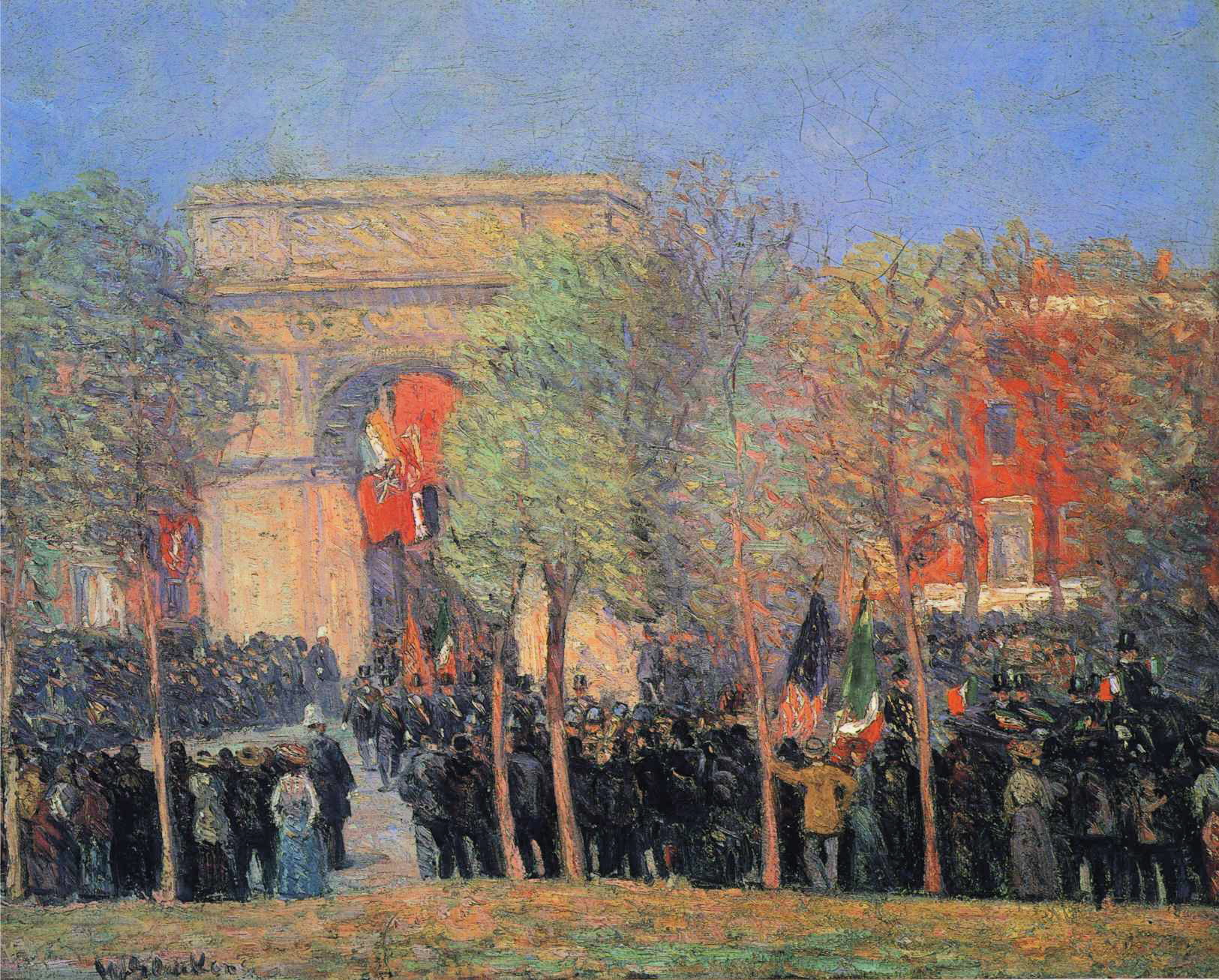
جشن ایتالیو-آمریکایی، میدان واشینگتن، ۱۹۱۲، موزه هنرهای زیبای بوستون

پس از فارغ‌التحصیلی، گلاکنز به عنوان یک هنرمند گزارشگر در فیلادلفیا رکورد قرار گرفت. در سال ۱۸۹۲، روزنامه را ترک کرد و تصویرگری را برای مطبوعات فیلادلفیا آغاز نمود. وی در کلاس‌های عصرانه در آکادمی هنرهای زیبای پنسیلوانیا ثبت نام و در نزد رئالیست مشهور تامس پالک انشوتس تحصیل کرد. گلاکنز شاگرد ثابت نبود، همان‌طور که منتقد هنر، فوربس واتسون در سال ۱۹۲۳ بیان کرده‌است: «استادان مختلف چنان تأثیری بر او گذاشتند که امروز به سختی می‌تواند به یاد بیاورد که چه کسی در آنجا شاگرد بوده‌است.» جان اسلون نیز در آکادمی شرکت کرد و او گلاکنز را به رابرت هنری، نقاش با استعداد و شخصیت کاریزماتیک محافل هنری فیلادلفیا معرفی کرد. هنری میزبان مجالس منظم هنرمندان در استودیوی خود، موقعیت‌هایی برای معاشرت، نوشیدن، طرح، صحبت دربارهٔ هنر و انتقاد هنری از کار یکدیگر بود. هنری از جوانانی که دور هم جمع شده بودند خواست تا والت ویتمن و رالف والدو امرسون، گفتگوی ویلیام موریس هانت دربارهٔ هنر و نقاشی مدرن جورج مور را بخوانند و در مورد لزوم ایجاد یک هنر جدید و جدی آمریکایی که با زمان و تجربه آنها فکر کنند. این گردهمایی‌ها آغازگر الهام بخشی از آن بود که به مکتب هنر آمریکایی اشکن معروف شد، سبکی که رسمیت و نزاکت هنر آکادمیک قرن نوزدهم را رد می‌کرد و به دلیل مواردش به زندگی در کلان‌شهرهای طبقه کارگر و طبقه متوسط نگاه می‌کرد.
در سال ۱۸۹۵، گلاکنز به همراه چند تن از همکاران خود، از جمله رابرت هنری، برای نقاشی و غرق شدن در هنر اروپا به اروپا سفر کرد. او ابتدا از هلند دیدار کرد و در آنجا از استادان هلندی آموخت. سپس به پاریس نقل مکان کرد و در آنجا استودیویی را به مدت یک سال با هنری اجاره کرد و از اولین مواجهه با هنر امپرسیونیست‌ها و پست امپرسیونیست‌ها لذت برد. (برای هر دو مرد، «مانه تبدیل به یک بت شد.») چنین سفری برای هنرمندان آن زمان که می‌خواستند خود را در دنیای هنر آمریکا تثبیت کنند معمول بود که هنوز توسط آن هنرمندان و هنردوستان با عمیق‌تر به نظر می‌رسد معمول باشد. تجربه استادان قدیمی و جنبش‌های هنری جدید، وقتی که در پاریس بود، به‌طور مستقل نقاشی می‌کشید، اما در هیچ کلاسی شرکت نمی‌کرد. بعداً در زندگی که یک فرانکوفیل تأیید شده بود، به‌طور دوره ای برمی‌گشت و در پاریس و جنوب فرانسه نقاشی می‌کرد.
با استقرار در نیویورک در سال ۱۸۹۶، گلاکنز کار خود را به عنوان یک هنرمند برای دنیای نیویورک آغاز کرد، موقعیتی که از طریق دوست و همکار تصویرگر خود جورج لوکس نقاش که همچنین در جلسات استودیوی هنری در فیلادلفیا شرکت کرده بود، به آن دست یافت. گلاکنز بعداً به عنوان هنرمند طراحی برای نیویورک هرالد تبدیل شد. او همچنین به عنوان تصویرگر در مجلات مختلفی کار می‌کرد، از جمله مجله مک کلور، که وی را برای تهیه گزارش از جنگ اسپانیا و آمریکا به کوبا فرستاد. در این زمان، گلاکز به عنوان یک تصویرگر مجله امرار معاش می‌کرد، اما علاقه واقعی او در نقاشی بود. در سال ۹۰۱، آثار او در هالری و اسلون در گالری آلن به نمایش درآمد و پس از آن به عنوان یک هنرمند آینده دار مورد توجه قرار گرفت.
در سال ۱۹۰۴، گلاکنز با ادیت دیموک، دختر یک خانواده ثروتمند کنکتیکات ازدواج کرد. او نیز یک هنرمند بود و آنها با هم در خانه ای در روستای گرینویچ زندگی می‌کردند، جایی که دو فرزند به نام‌های لنا و ایرا را بزرگ کردند. اگر بسیاری از دوستان هنرمند آنها بر اساس معیارهای روزگار زندگی بوهمیایی داشتند، در مورد ویلیام و ادیت گلاکنز چنین نبود. در سال ۱۹۵۷، ایرا گلاکنز کتابی حکایت از پدرش و نقشی که در جنبش ظهور رئالیسم در هنر بازی کرد را منتشر کرد.
در سال ۱۹۰۶ به عنوان عضو وابسته به آکادمی ملی طراحی انتخاب شد و در سال ۱۹۳۳ به عنوان یک آکادمیک کامل فعالیت کرد.

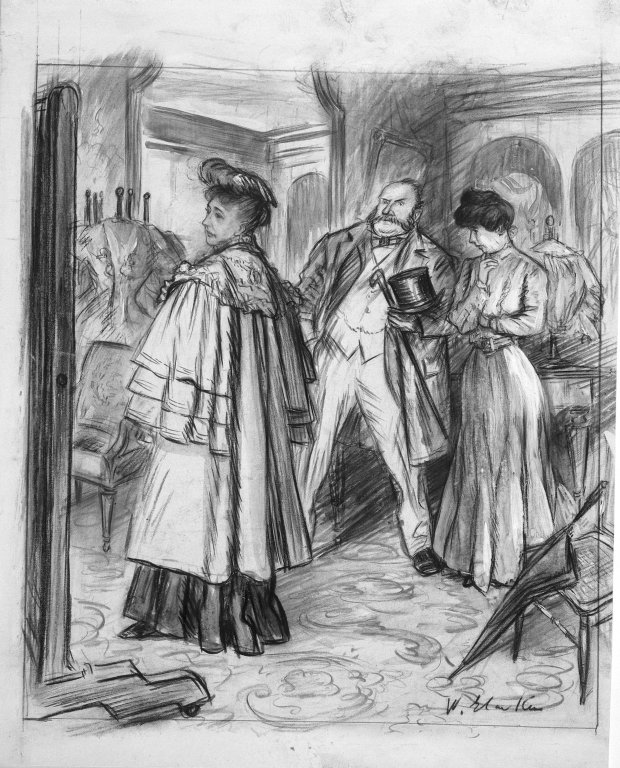
"عزیزم ،" او با صبر و حوصله زیر چشمان تأیید دختر، به او دستور داد، "شما خواهید دید که بهترین نتیجه گرفتن همیشه به صرفه است"، موزه بروکلین.

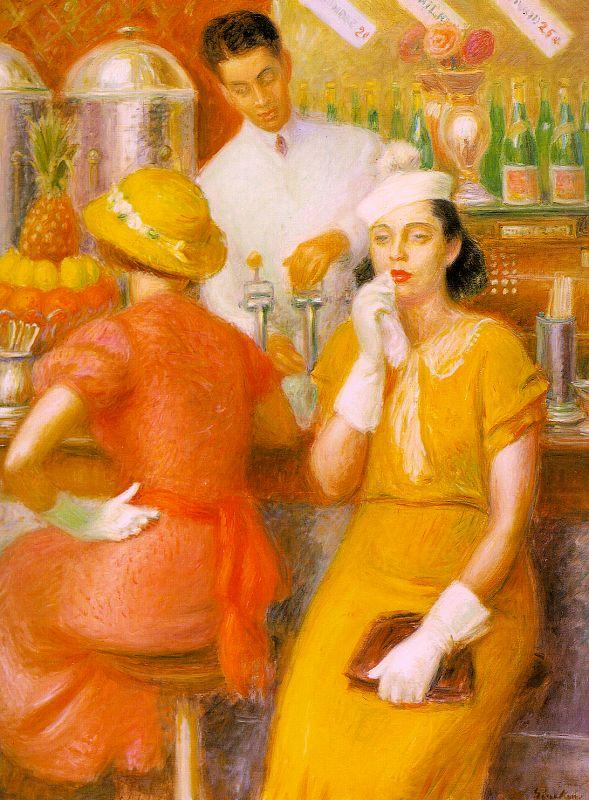
سودا فونتین, ۱۹۳۵

## مرگ و میراث
گلاکنز در ۲۲ مه ۱۹۳۸ هنگام تعطیلات در وستپورت، کنتیکت ناگهان درگذشت. وی در گورستان سدار هیل در هارتفورد، کنتیکات دفن شد. گذشته نگاری پس از مرگ وی در موزه هنر آمریکایی ویتنی، چندین ماه بعد که در انستیتوی کارنگی در پیتسبورگ نیز به نمایش درآمد، مورد استقبال قرار گرفت. میراث وی با میراث مکتب اشکن و هشت نفر پیوند خورده‌است. گرچه وی از برخی آرمان‌های آنها فاصله گرفت، ولی ویلیام گلاکنز همچنان به عنوان بخشی جدایی ناپذیر از جنبش رئالیستی در هنر آمریکا قلمداد می‌شود.

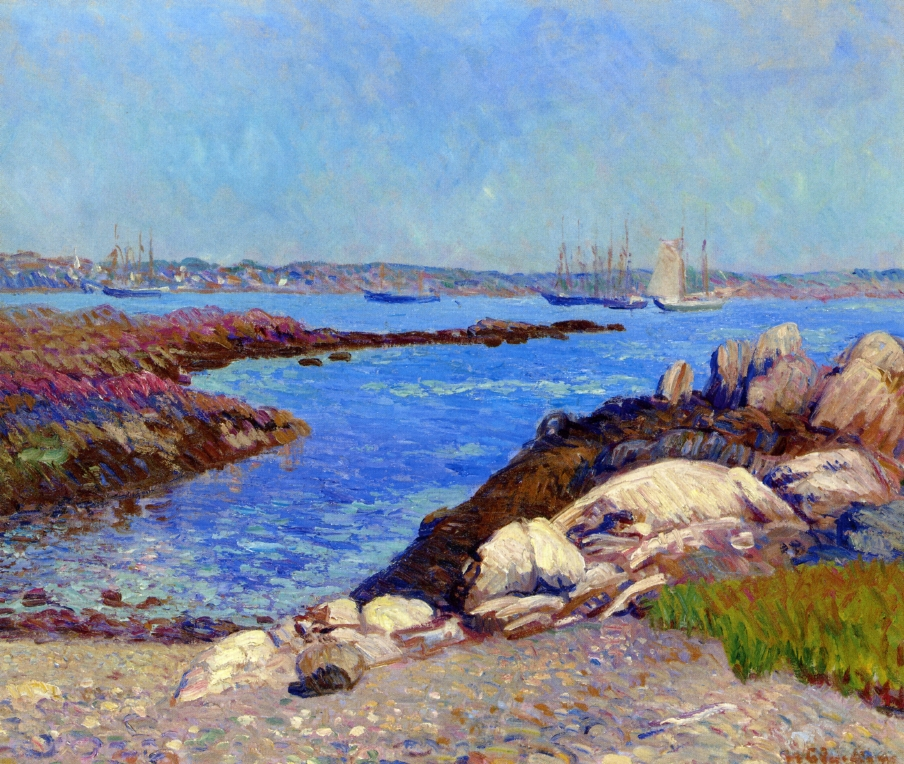
بندر پورتسموث ، نیوهمپشایر، ۱۹۰۹

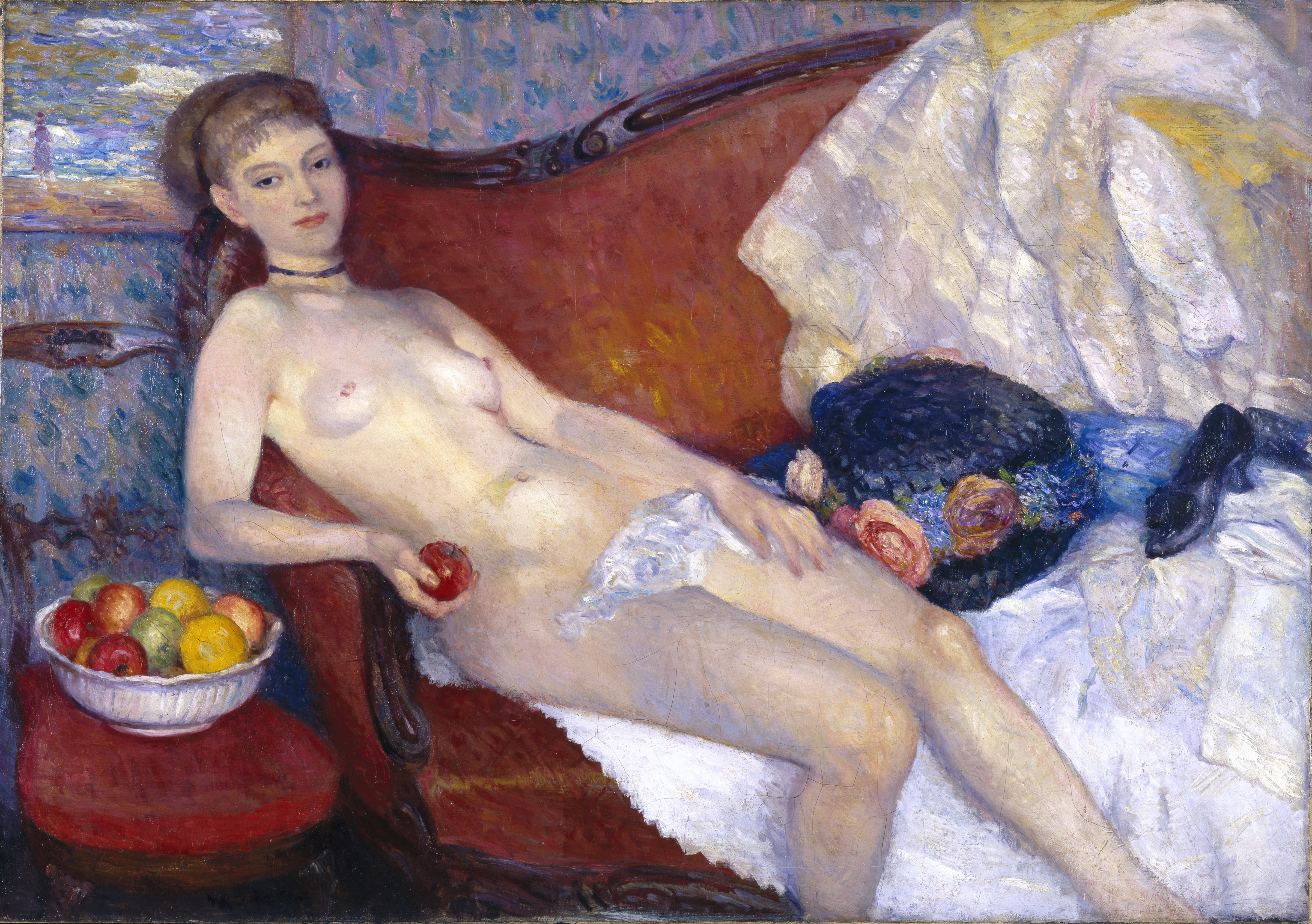
برهنه با سیب (۱۹۱۰)، موزه بروکلین

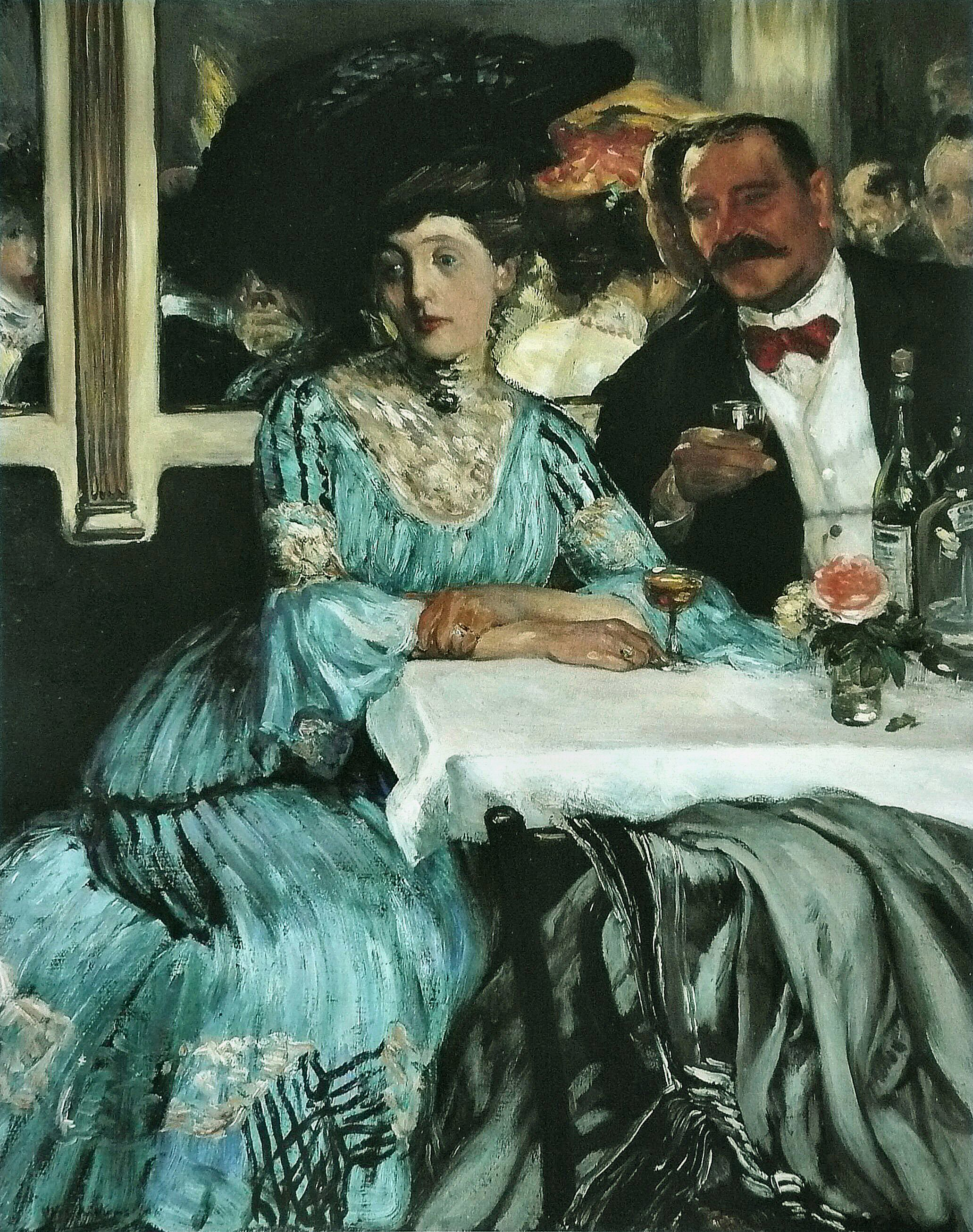
در موکوین (۱۹۰۵)، مؤسسه هنر شیکاگو

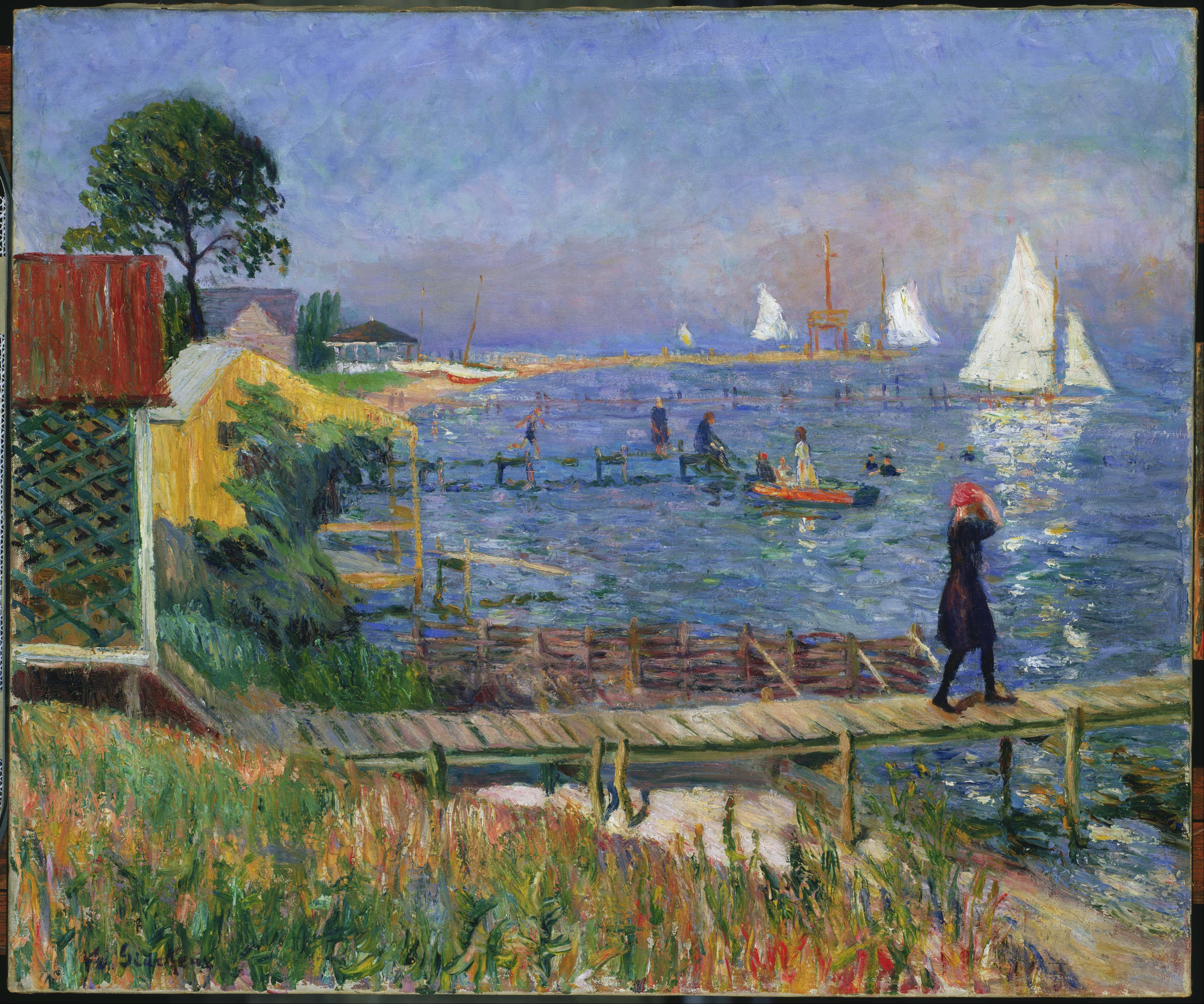
آب‌تنی در بلپورت، حدود ۱۹۱۲، مجموعه فیلیپس

## آثار منتخب

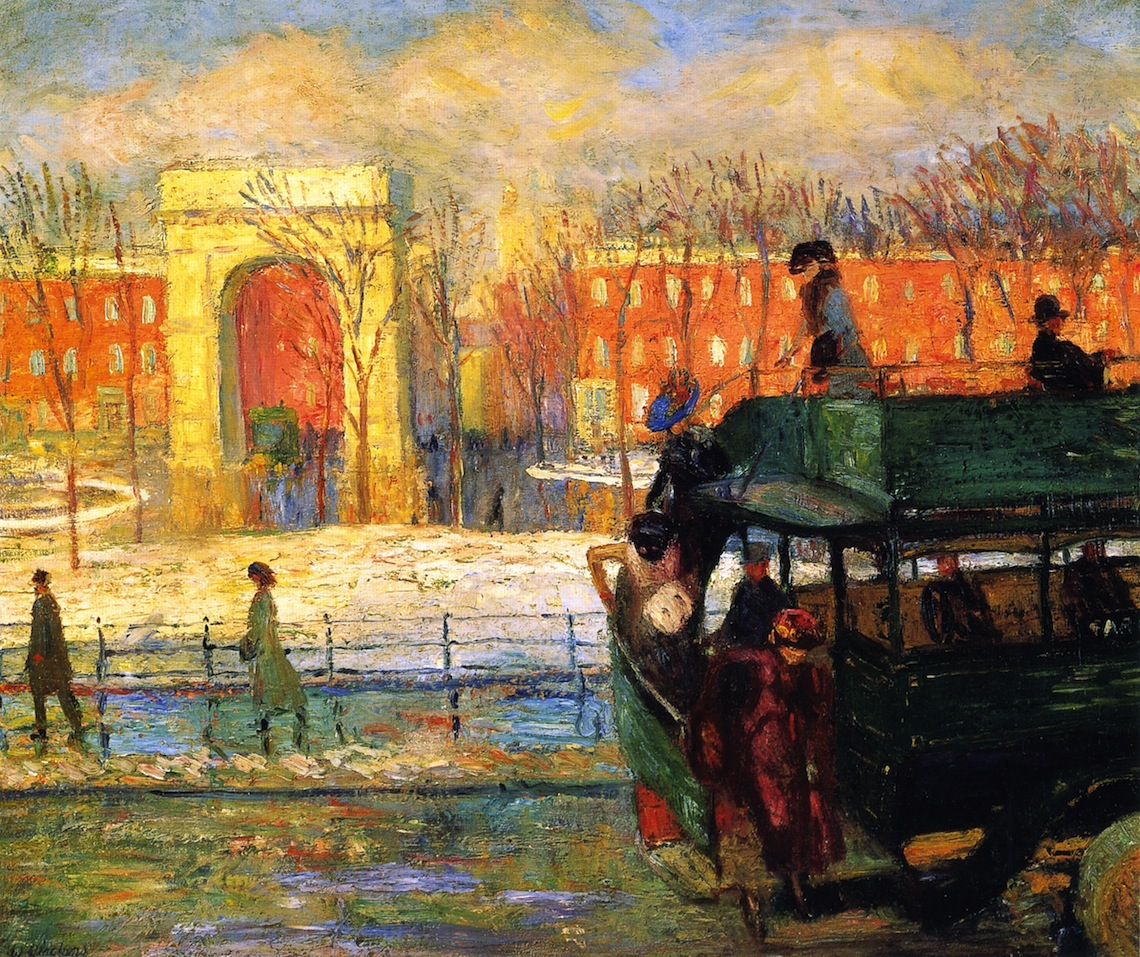
در حال رسیدن از اتوبوس
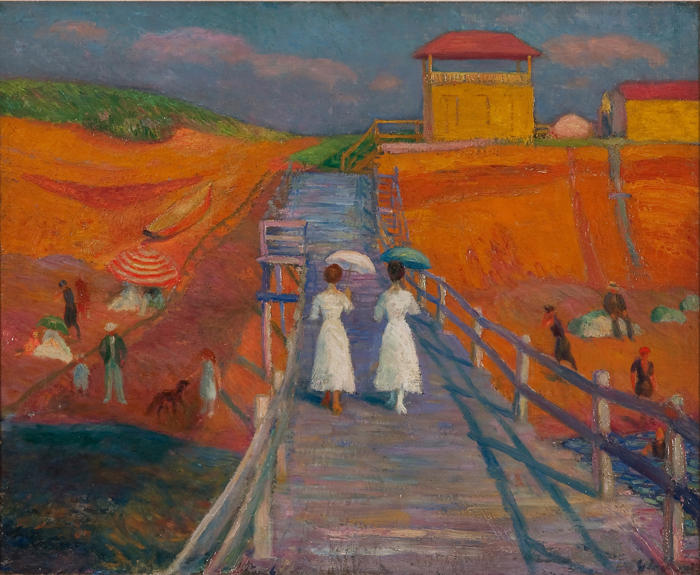
اسکله کیپ کد
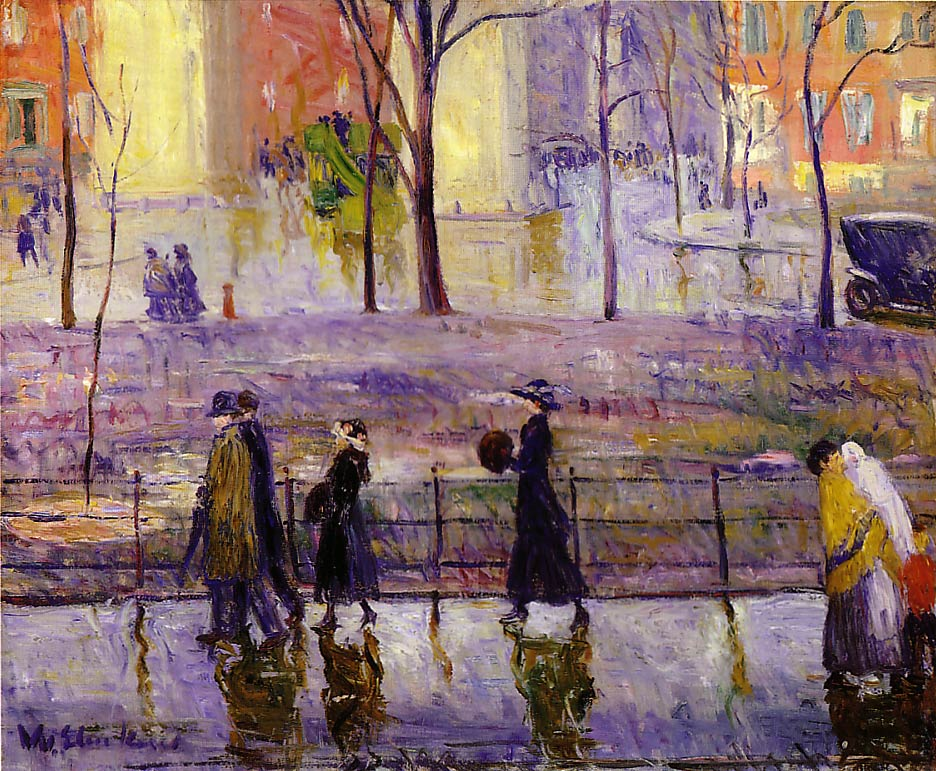
روز مارس پارک واشینگتن
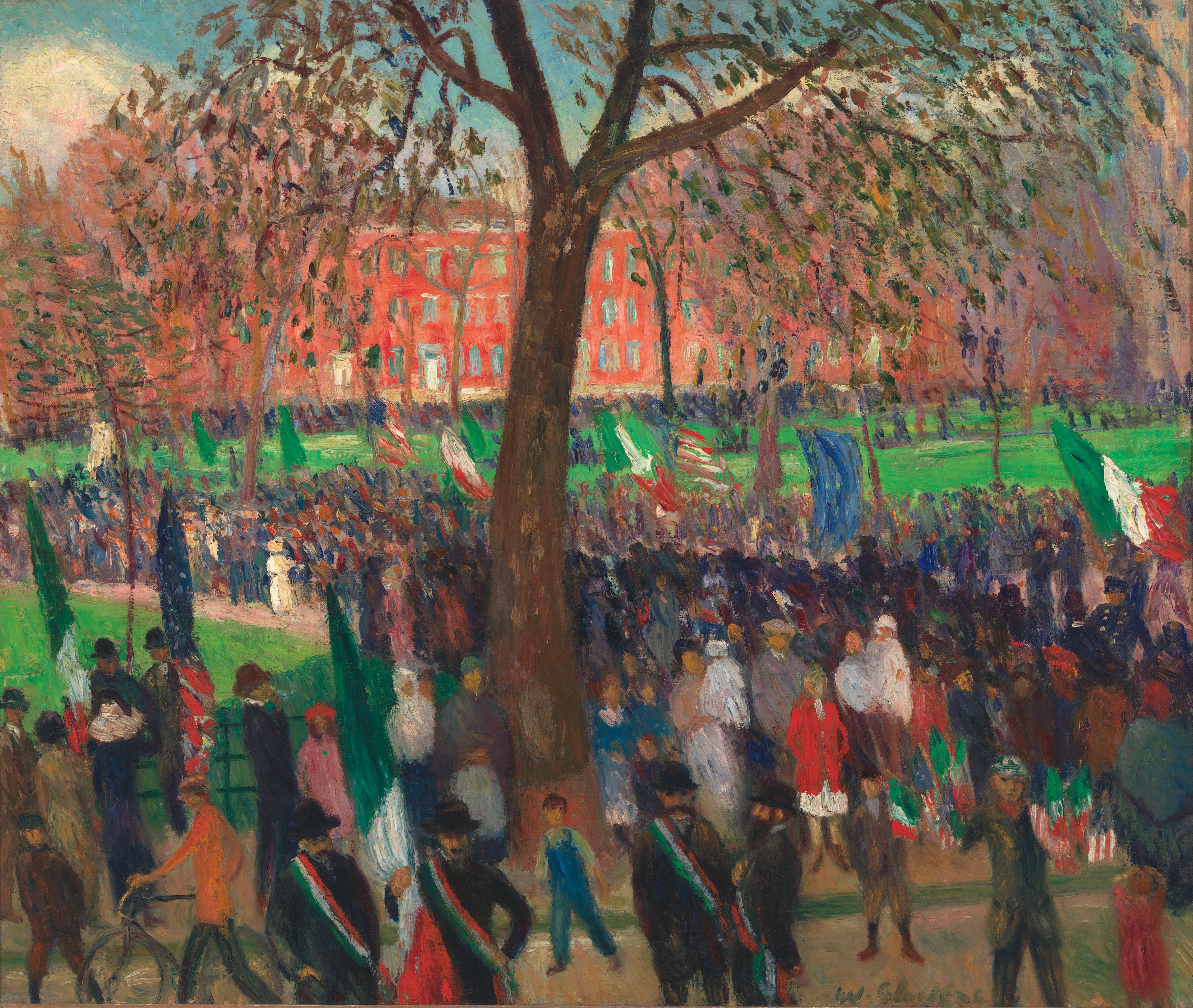
رژه ، میدان واشینگتن
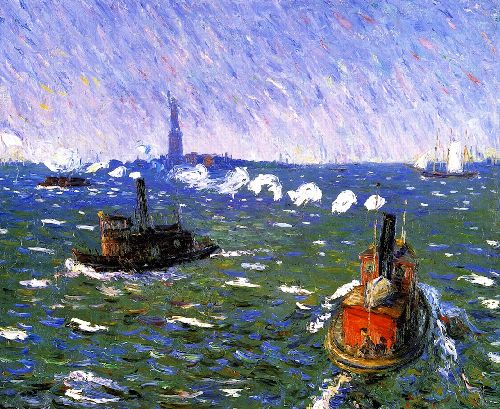
قایق‌های باری یدک کش ، بندر نیویورک
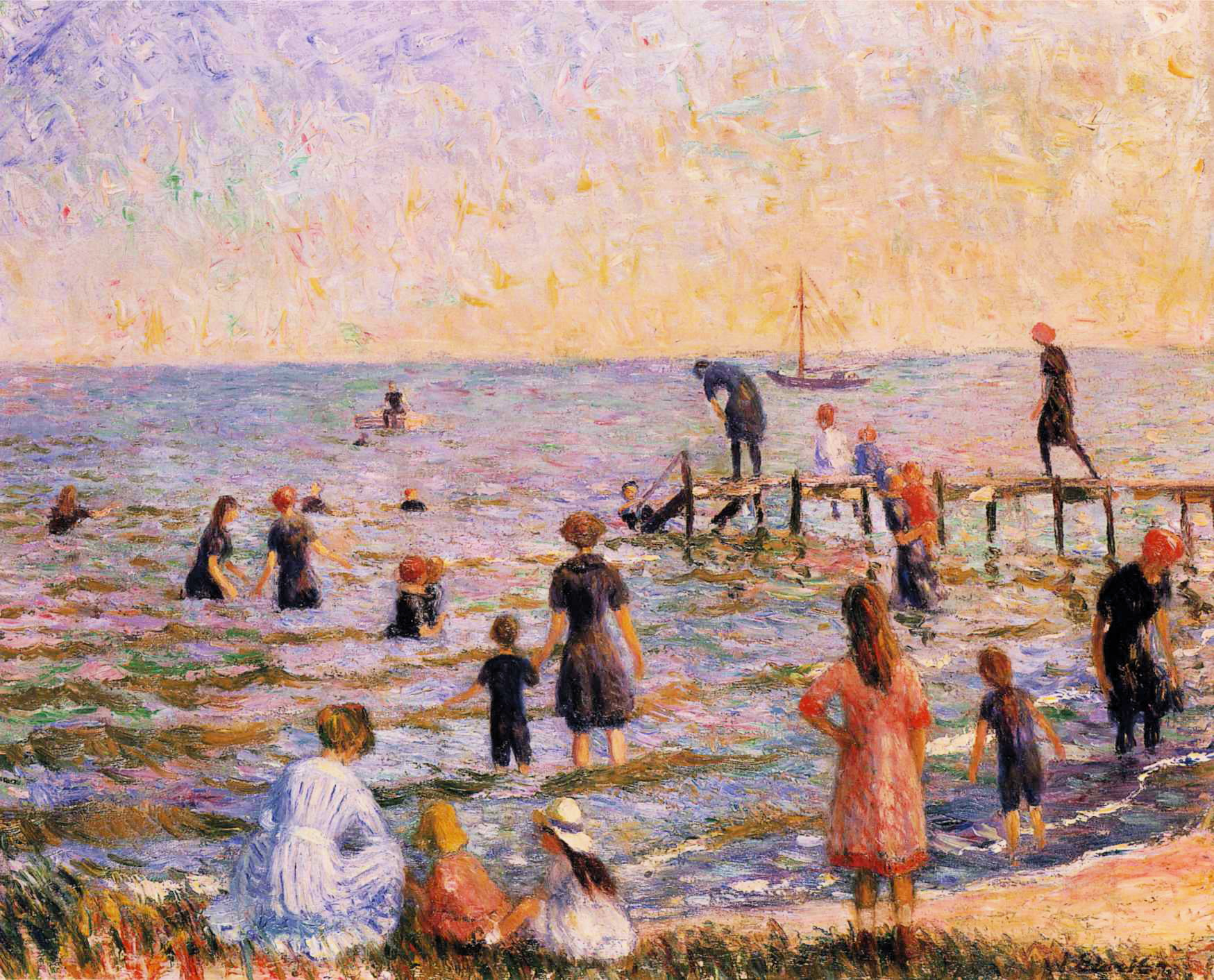
استحمام در بلپورت
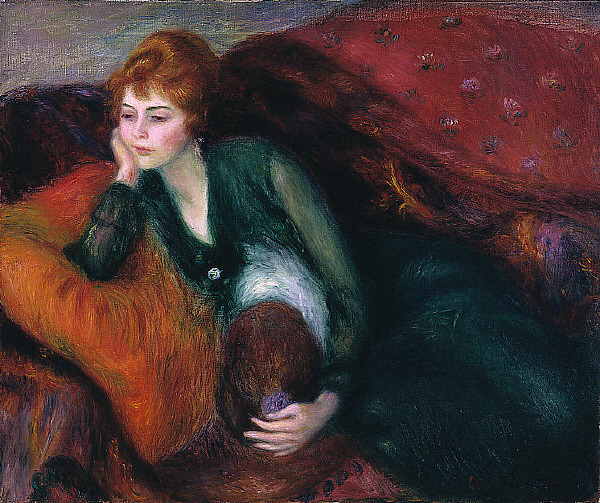
زن جوان با رنگ سبز، تحت تأثیر ویستلر
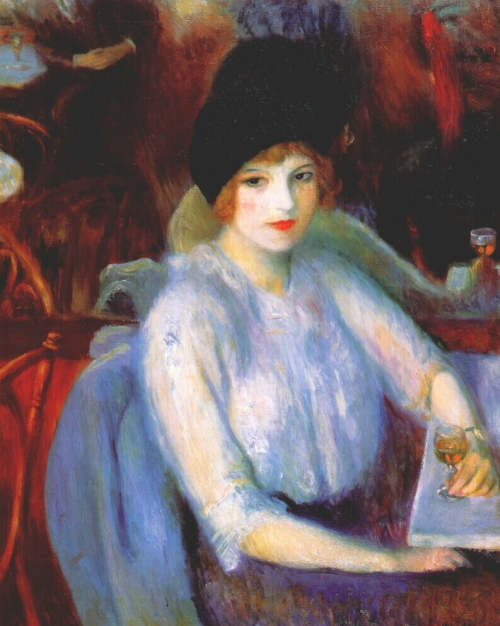
کافه لافایت (کی لورل)، تأثیرات رنوار را نشان می‌دهد